# Ketha
Ketha – sesje medytacyjno-dyskusyjne gromadzące starszych mężczyzn z gminy sikhijskiej, którzy już zakończyli aktywną część życia i odchowali dzieci. Sesje te mają dać zgromadzonym możliwość osiągnięcia oświecenia.